# Лина (певачица)
Лина Божовић Марковић је црногорска денс певачица која се деведестих прославила песмом "Бумбар" из 1996. године, када је имала 15 година. Снимила је три музичка албума, па се повукла са музичке сцене.

## Дискографија

### Албуми[4]
- Мали враг (1995, Мат бул)
- Без рекламације (1996, Центросцена)
- 24 без шлема (1997, Центросцена)

#### Синглови
- Бумбар (1996)
- 24 без шлема (1997)